# 建银国际
建银国际（英文：CCB International）是一间中资投资银行，于2004年由中国建设银行在香港注册成立，为建设银行全资附属投资银行机构，注册资本6.01亿美元。董事长为中华人民共和国领导人、全国人民代表大会常务委员会委员长栗战书之女栗潜心，行政总裁为丰习来。该银行长期从事与中国高层官员亲属的生意。

## 地域分布
总部位于中環干諾道中3號中國建設銀行大廈12楼，在伦敦等地设有业务机构，同时于中国内地北京，上海，天津，深圳设有分支机构。

## 主要业务
建银国际提供的投行业务主要包括：
- 企业融资
- 兼并收购与财务顾问
- 直接投资
- 资产与基金管理
- 证券销售
- 投资咨询

## 旗下管理的主要基金
- 医疗产业基金：建银国际于2009年9月发起设立建银医疗产业基金，为中国首支专业投资医疗健康行业的股权投资基金[2]。
- 国策主导基金：通过追踪国家政策，投资于在香港或任何国际证券交易所上市、并受益于中国政策的股本及股本相关证券、债券[3]。

## 参与的主要IPO项目及扮演角色
| 时间       | 项目                           | 角色                                           | 备注                                           |
| ---------- | ------------------------------ | ---------------------------------------------- | ---------------------------------------------- |
| 2005年10月 | 中国建设银行上市               | 联席全球协调人、联席保荐人及联席账簿管理人     | 总共集资716亿                                  |
| 2005年12月 | 西王糖业控股有限公司上市       | 全球协调人、账簿管理人、牵头经办人及联席保荐人 | 总共集资港币6.05亿                             |
| 2007年9月  | 中国淀粉集团香港交易所主板上市 | 独家保荐人、独家主承销商与独家簿记行           | 筹集3.8亿港元                                  |
| 2008年7月  | 山水水泥香港交易所主板上市     | 联席保荐人与主承销商                           | 其他参与者包括摩根斯坦利和瑞信集团             |
| 2009年9月  | 匹克体育香港交易所主板上市     | 联席保荐人、联席主承销商                       | 其他涉及机构包括红杉资本中国和联想投资有限公司 |

## 旗下公司列表
- 建银国际资产管理有限公司
- 建银国际金融有限公司
- 建银国际证券有限公司
- 建银国际融资有限公司
- 建银国际投资咨询有限公司